# The A–Z of Queen, Volume 1
The A–Z of Queen, Volume 1 is een compilatiealbum van de Britse rockband Queen.

## Tracklist
1. A Kind of Magic
2. Another One Bites the Dust
3. Bohemian Rhapsody
4. Bicycle Race
5. I Want It All (Singleversie)
6. Crazy Little Thing Called Love
7. Don't Stop Me Now
8. Fat Bottomed Girls (Singleversie)
9. Flash (Singleversie)
10. Innuendo
11. Good Old-Fashioned Lover Boy

## DVD-tracklist
1. A Kind of Magic (Greatest Video Hits 2)
2. Another One Bites the Dust (Queen on Fire - Live at the Bowl)
3. Bohemian Rhapsody (Greatest Video Hits 1)
4. I Want It All (Return of the Champions)
5. Crazy Little Thing Called Love (Queen Live At Wembley Stadium)
6. Don't Stop Me Now (Greatest Video Hits 1)
7. Fat Bottomed Girls (Return of the Champions)
8. Innuendo (promotievideo, van album Innuendo)
9. Wembley Stadium Concert Interview (Queen Live At Wembley Stadium)